# Pietje Munsters

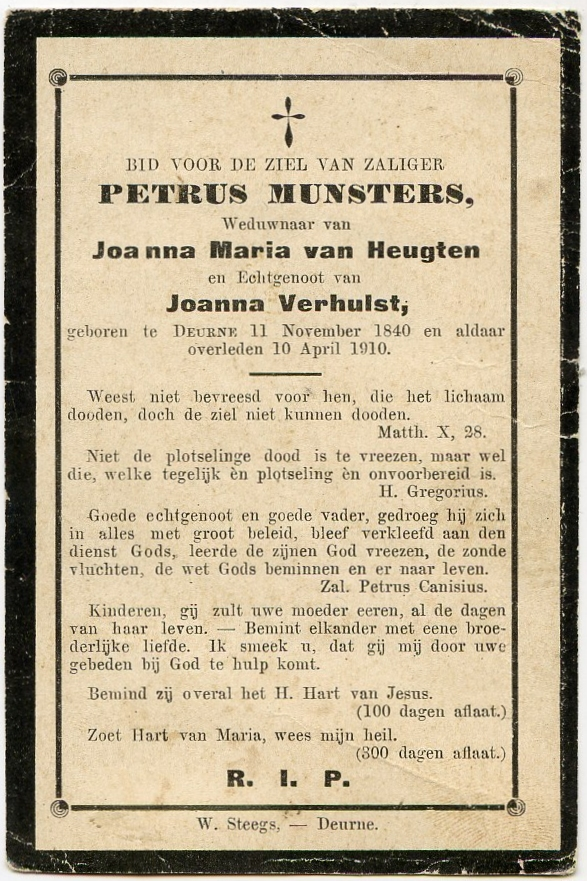
Gedachtenisprentje van Petrus (Pietje) Munsters

Pieter Munsters (Deurne, 11 november 1840 - aldaar, 10 april 1910) werd bekend door zijn rol in de roman De Goede Moordenaar van Antoon Coolen. Pietje Munsters werd in die roman Pietje Pinksteren genoemd.
Munsters werd in 1840 te Deurne geboren als oudste van de dertien kinderen van Hendrik Munsters. Pietjes moeder was Hendriks eerste vrouw Antonetta Evers. Zijn moeder overleed toen Pietje ruim twee jaar oud was; hij werd opgevoed door de tweede en derde echtgenote van zijn vader. Pietje had één volle broer, maar die stierf al in 1846 op tweejarige leeftijd.
Pietje Munsters was gehuwd met Joanna Maria van Hugten (1843-1881) en daarna met Johanna Verhulst (1841-1911). Hij had 10 kinderen uit zijn eerste huwelijk en één kind uit zijn tweede huwelijk. Ten tijde van zijn eerste huwelijk was hij van beroep wever, bij zijn tweede huwelijk werd hij als broodbakker vermeld.
In 1910 werd hij door insluiper Nol van der Zanden in zijn woning aan de Wiemel (nu: De Wever) vermoord. Deze man, die nooit een vlieg kwaad had gedaan, werd als Nol Bonk de hoofdpersoon van de roman van Antoon Coolen.
Pietje's nicht en laatste familielid dat hem nog gekend heeft, Gerarda van Dinther-Munsters, overleed in 2003 op 107-jarige leeftijd. Voor zover bekend was zij de oudste inwoner van Deurne ooit.